# Boží muka II (Moravské Budějovice)
Sloupová Boží muka v Moravských Budějovicích v okrese Třebíč se nacházejí na třech místech a jsou chráněnými kulturními památkami.

## Boží muka na ulici Husová
Pozdně gotická Boží muka z konce 15. století stojí ve vidlici ulic Polní a Husova v jihozápadní části města a jsou chráněnou kulturní památkou.

## Popis
Pozdně gotická sloupová kamenná Boží muka tvoří polygonální základna na ní je polygonální sloup ukončený vysokou patkou (hlavicí) s reliéfním cechovním erbem na přední straně. Na patce je umístěna čtyřboká kaplička, která je otevřena do tří stran gotickými arkádami. Na profilovanou korunní římsu nasedá čtyřboká stanová stříška ukončena tepaným křížem.